# Индикатор Ишимоку

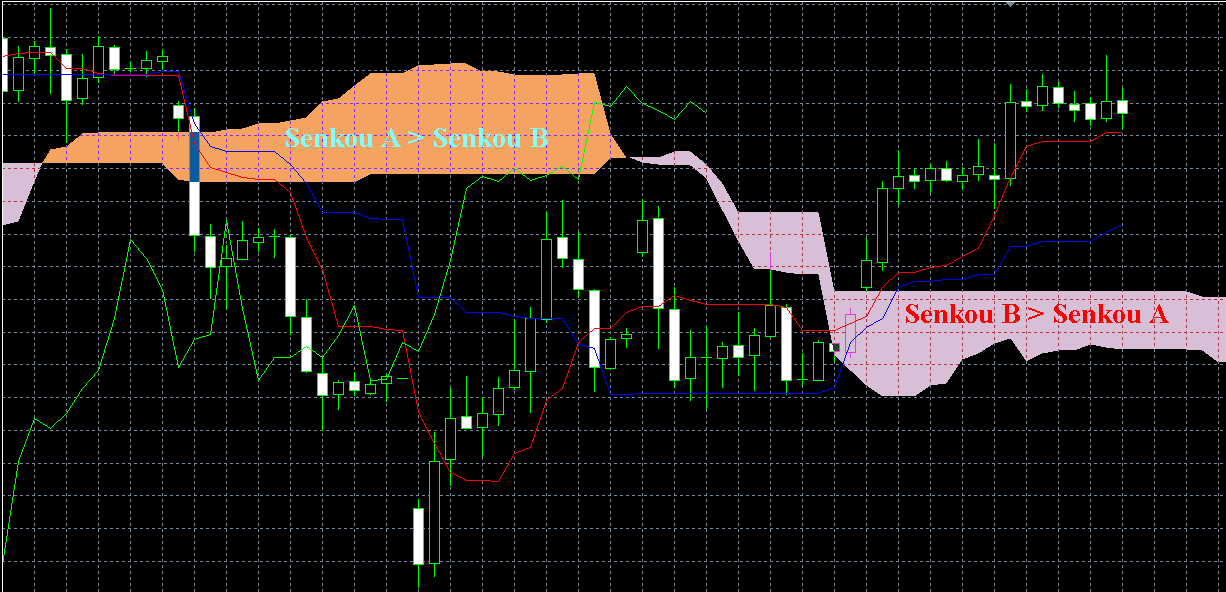
Демонстрация изменения цвета Kumo индикатора Ишимоку, в случае различного взаимного расположения линий Senkou A и Senkou B. Красным отмечена линия Tenkan, синим — Kijun, зелёным — свечной график цены и линия Chikou (смещённая назад и повторяющая движение цены).

Индикатор Ишимоку, Ichimoku Kinko Hyo (яп. 一目均衡表 итимоку кинко: хё:) — технический индикатор, разработанный в 1930-х годах японским аналитиком Гоити Хосодой (яп. 細田悟一 Хосода Го:ити), печатавшимся под псевдонимом Сандзин Итимоку, для прогнозирования движения фондового индекса Японии Nikkei.
Индикатор Ишимоку сочетает в себе несколько подходов к анализу рынка и предназначен для выявления трендов, линий поддержки и сопротивления и генерации сигналов к покупке/продаже.
Гоити Хосода более тридцати лет совершенствовал свой индикатор и опубликовал результаты лишь в 1968 году.
яп. 一目均衡表 можно условно перевести как «мгновенный взгляд на баланс».

## Теоретические обоснование
Линии Tenkan, Kijun и Senkou B индикатора Ишимоку являются аналогом скользящих средних и поэтому могут по отдельности трактоваться как индикаторы скользящей средней, а при совместном использовании как индикатор MACD.
Линия Chikou является некоторым аналогом индикатора Моментум.

## Методика построения

### Общие положения
Индикатор Ишимоку представляет собой пять линий нанесённых на график цены и заштрихованный промежуток между двумя из них, как показано ниже.

### Временные промежутки
Для построения Ишимоку Кинко Хайо используют три временных промежутка разной длительности:
- Короткий — {\displaystyle t_{s}}, традиционно равный 9 периодам.
- Средний — {\displaystyle t_{m}}, традиционно равный 26 периодам.
- Длинный — {\displaystyle t_{l}}, традиционно равный 52 периодам.

Сандзин Итимоку эмпирически доказал, что указанные длительности промежутков являются лучшими для Nikkei при торговле на недельных барах.
Обычно такие промежутки трактуют как {\displaystyle t_{l}} (52) — год — предполагаемый горизонт для инвесторов, {\displaystyle t_{m}} (26) — половина рыночного цикла в данном случае.
По мнению некоторых аналитиков, подобные соотношения оптимальны и для других таймфреймов и рынков, при этом уточняя, что трейдер может подобрать более качественные интервалы для своих параметров торговли.

### Линии

#### Tenkan
Tenkan (Tenkan-sen; яп. 転換線 — линия переворота) — короткая линия тренда, значения которой равны половине суммы самой высокой и низкой цены за короткий промежуток времени ({\displaystyle t_{s}}):
{\displaystyle {\textit {Tenkan}}_{t}={\frac {{\underset {i\in [t-t_{s},t]}{\operatorname {max} }}(high_{i})+{\underset {i\in [t-t_{s},t]}{\operatorname {min} }}(low_{i})}{2}},}
где {\displaystyle high_{i}} — максимальная цена i-го периода, {\displaystyle low_{i}} — минимальная цена i-го периода.
Линия Tenkan трактуется как направление движения тренда.
Причём, считается, что чем выше крутизна этой линии тем ярче выражен тренд.

#### Kijun
Kijun (Kijun-sen; яп. 基準線 — линия стандарта) — среднее между максимум и минимум за средний промежуток времени ({\displaystyle t_{m}}):
{\displaystyle {\textit {Kijun}}_{t}={\frac {{\underset {i\in [t-t_{m},t]}{\operatorname {max} }}(high_{i})+{\underset {i\in [t-t_{m},t]}{\operatorname {min} }}(low_{i})}{2}}.}
Kijun используется в качестве показателя движения рынка.
Если цены выше неё, они, вероятнее будут продолжать расти и наоборот.

#### Senkou A
Senkou A (Senkou span A; яп. 先行 — верховая, скачущая впереди кареты) — среднее между Tenkan и Kijun, сдвинутое вперёд на средний временной промежуток ({\displaystyle t_{m}}):
{\displaystyle {\textit {SenkouA}}_{t}={\frac {{\textit {Tenkan}}_{t-t_{m}}+{\textit {Kijun}}_{t-t_{m}}}{2}}={\frac {{\underset {i\in [t-t_{m}-t_{s},t-t_{m}]}{\operatorname {max} }}(high_{i})+{\underset {i\in [t-t_{m}-t_{s},t-t_{m}]}{\operatorname {min} }}(low_{i})+{\underset {i\in [t-2\cdot t_{m},t-t_{m}]}{\operatorname {max} }}(high_{i})+{\underset {i\in [t-2\cdot t_{m},t-t_{m}]}{\operatorname {min} }}(low_{i})}{4}}.}

#### Senkou B
Senkou B (Senkou span B; яп. 先行 — верховая, скачущая впереди кареты) — среднее между максимумом и минимум за длинный промежуток времени ({\displaystyle t_{l}}), сдвинутое вперёд на средний промежуток времени ({\displaystyle t_{m}}):
{\displaystyle {\textit {SenkouB}}_{t}={\frac {{\underset {i\in [t-t_{m}-t_{l},t-t_{m}]}{\operatorname {max} }}(high_{i})+{\underset {i\in [t-t_{m}-t_{l},t-t_{m}]}{\operatorname {min} }}(low_{i})}{2}}.}

#### Chikou
Chikou (Chikou span; яп. 遅行 — осаженная, на определённый интервал) — сдвинутое назад на средний промежуток времени ({\displaystyle t_{m}}) значение цены:
{\displaystyle {\textit {Chikou}}_{t}=close_{t+t_{m}},}
где {\displaystyle close_{t+t_{m}}} — цена закрытия в момент времени {\displaystyle t+t_{m}}.

### Облако
Kumo (яп. 雲 — облако) — промежуток между Senkou A и Senkou B, показывающий волатильность рынка.
Облако на графике, обычно, штрихуется разным цветом:
- Синим, если Senkou B находится выше Senkou A.
- Красным, если Senkou A находится выше Senkou B.

Считается, что если цена находится в облаке, преобладает боковой тренд.

## Торговые стратегии

### Пересечение Tenkan и Kijun
- «Золотой крест» — сигнал к покупке (открытию длинной позиции), когда Tenkan пересекает Kijun снизу вверх.
- «Мёртвый крест» — сигнал к продаже (открытию короткой позиции), когда Tenkan пересекает Kijun сверху вниз.

### Пересечение Senkou A и Senkou B
- При пересечении Senkou A снизу вверх Senkou B следует искать возможности покупки.
- При пересечении Senkou A сверху вниз Senkou B следует искать возможности продажи.

### Пересечения графика цены и линий индикатора Ишимоку
- При пересечении графиком цены линий индикатора Ишимоку снизу вверх, следует искать возможность покупки.
- При пересечении графиком цены линий индикатора Ишимоку сверху вниз, следует искать возможность продажи.

### Сигнал трёх линий
Выстраивание линий индикатора Ишимоку в иерархической последовательности: график цены, Tenkan, Kijun, Kumo сверху вниз предлагается трактовать как пропущенный сигнал начала растущего тренда.

### Сигналы Chikou
Если Chikou пересекает график цены снизу вверх, это является сигналом к покупке и наоборот.

## Особенности
Гоичи Хосода рекомендовал анализировать сигналы, подаваемые его индикатором в тесной связи с информацией, подаваемой свечами, используя для этого либо свечной график, либо график Каги.